# أبيغيل سبيرز
أبيغيل سبيرز (بالإنجليزية: Abigail Spears)‏ مواليد 12 يوليو 1981 في سان دييغو، هي لاعبة كرة مضرب أمريكية بدأت مسيرتها كمحترفة سنة 2000 تلعب باليد اليمنى وتحتل حالياً المرتبة رقم. 1284 (8 فبراير 2016) في تصنيف رابطة محترفات كرة المضرب. أعلى تصنيف لها في الفردي كان المركز الـ 66 في سنة 2005.

## النهائيات

### نهائيات البطولات الكبرى

#### الزوجي المختلط: 2 (الوصافة 2)
| الحصيلة | السنة | البطولة                     | الأرضية | الشريك            | المنافس                     | النتيجة          |
| ------- | ----- | --------------------------- | ------- | ----------------- | --------------------------- | ---------------- |
| الوصافة | 2013  | بطولة أمريكا المفتوحة للتنس | صلبة    | سانتياغو غونزاليس | أندريا هلافسكوفا ماكس ميرني | 6–7(5–7), 3–6    |
| الوصافة | 2014  | بطولة أمريكا المفتوحة للتنس | صلبة    | سانتياغو غونزاليس | سانيا ميرزا برونو سواريز    | 1–6, 6–2, [9–11] |

## روابط خارجية
- أبيغيل سبيرز على موقع رابطة محترفات التنس (الإنجليزية)
- أبيغيل سبيرز على موقع الاتحاد الدولي لكرة المضرب (الإنجليزية)
- أبيغيل سبيرز على موقع خلاصة التنس.كوم (الإنجليزية)
- أبيغيل سبيرز على موقع إي إس بي إن.كوم (الإنجليزية)